# Punctelia hypoleucites
Punctelia hypoleucites är en lavart som först beskrevs av William Nylander och som fick sitt nu gällande namn av Hildur Krog. 
Punctelia hypoleucites ingår i släktet Punctelia och familjen Parmeliaceae. Inga underarter finns listade i Catalogue of Life.

## Källor

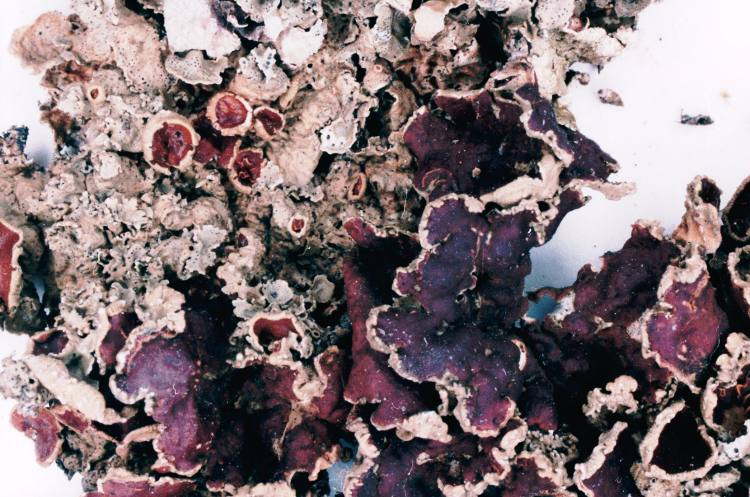
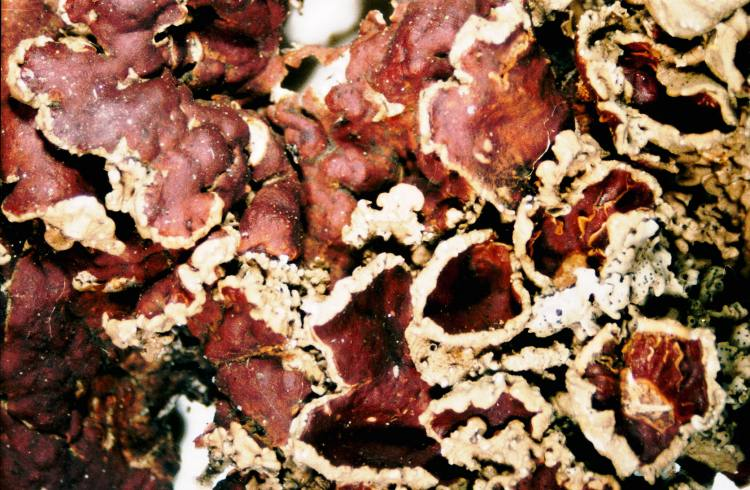
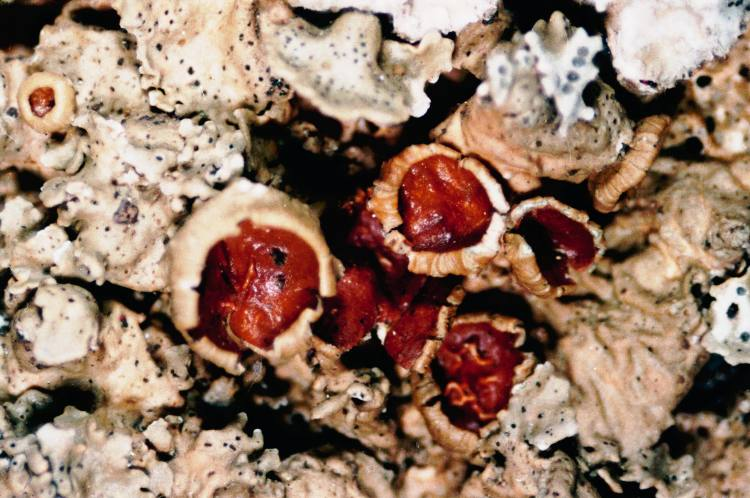
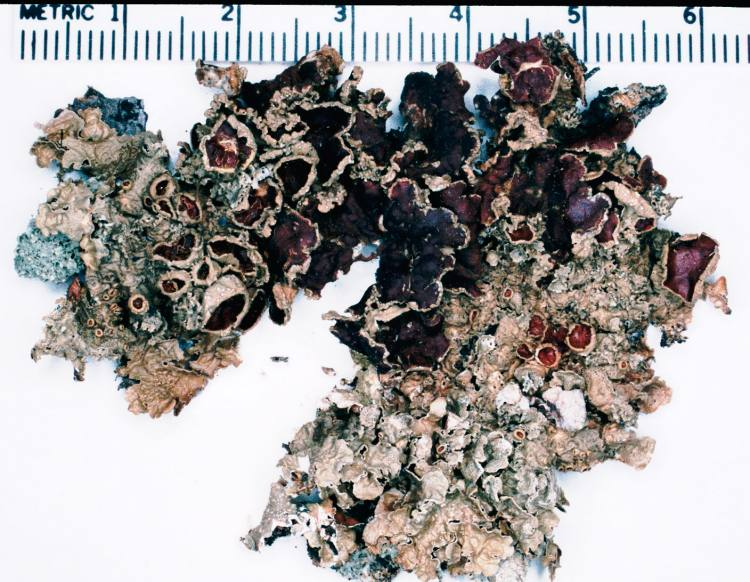